# Monte Ortigara
Il Monte Ortigara è una montagna delle Alpi situata in Provincia di Vicenza, lungo il confine fra Veneto e Trentino-Alto Adige, nella parte settentrionale dell'Altopiano dei Sette Comuni. Alta 2.106 metri, durante la prima guerra mondiale è stata teatro di sanguinosissime battaglie.

## Geografia
Visto dal versante sud il monte è poco appariscente, mentre il versante settentrionale precipita con pareti a picco nella sottostante Valsugana. La montagna è collocata nel settore nordorientale dei Sette Comuni.

### Geologia
Sull'Ortigara (come nel resto dell'altopiano), è assai diffuso il fenomeno del carsismo, causato dall'azione degli agenti atmosferici sulle rocce, di tipo calcareo: ciò è attestato da un gran numero di doline che costellano la montagna.

### Clima
Il clima, arido (per l'assenza dell'acqua a seguito del carsismo) in estate, nonostante precipitazioni abbondanti, diviene molto freddo in inverno dove, nelle annate particolarmente nevose, possono cadere anche diversi metri di neve. Tra le doline poste a sud della scarpata meridionale vengono talvolta misurate temperature che superano i 30 o anche i 40 gradi sotto zero.

## Battaglia dell'Ortigara

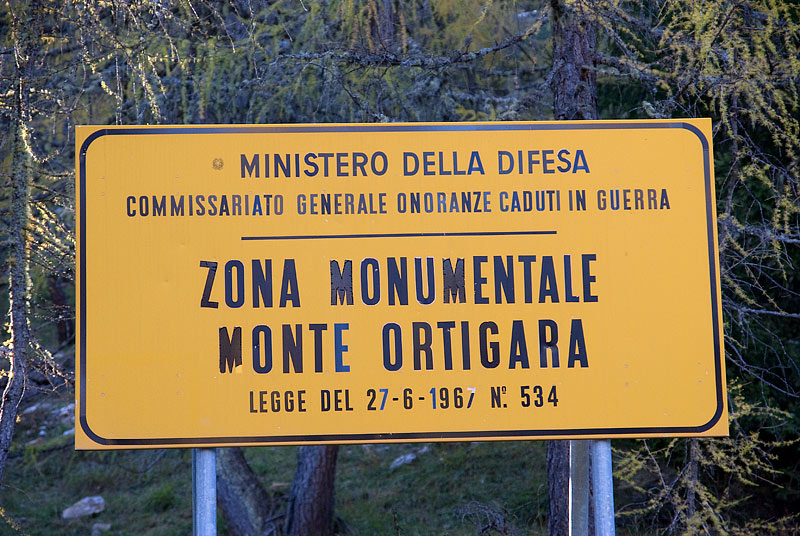
Cartello nei pressi del Piazzale Lozze

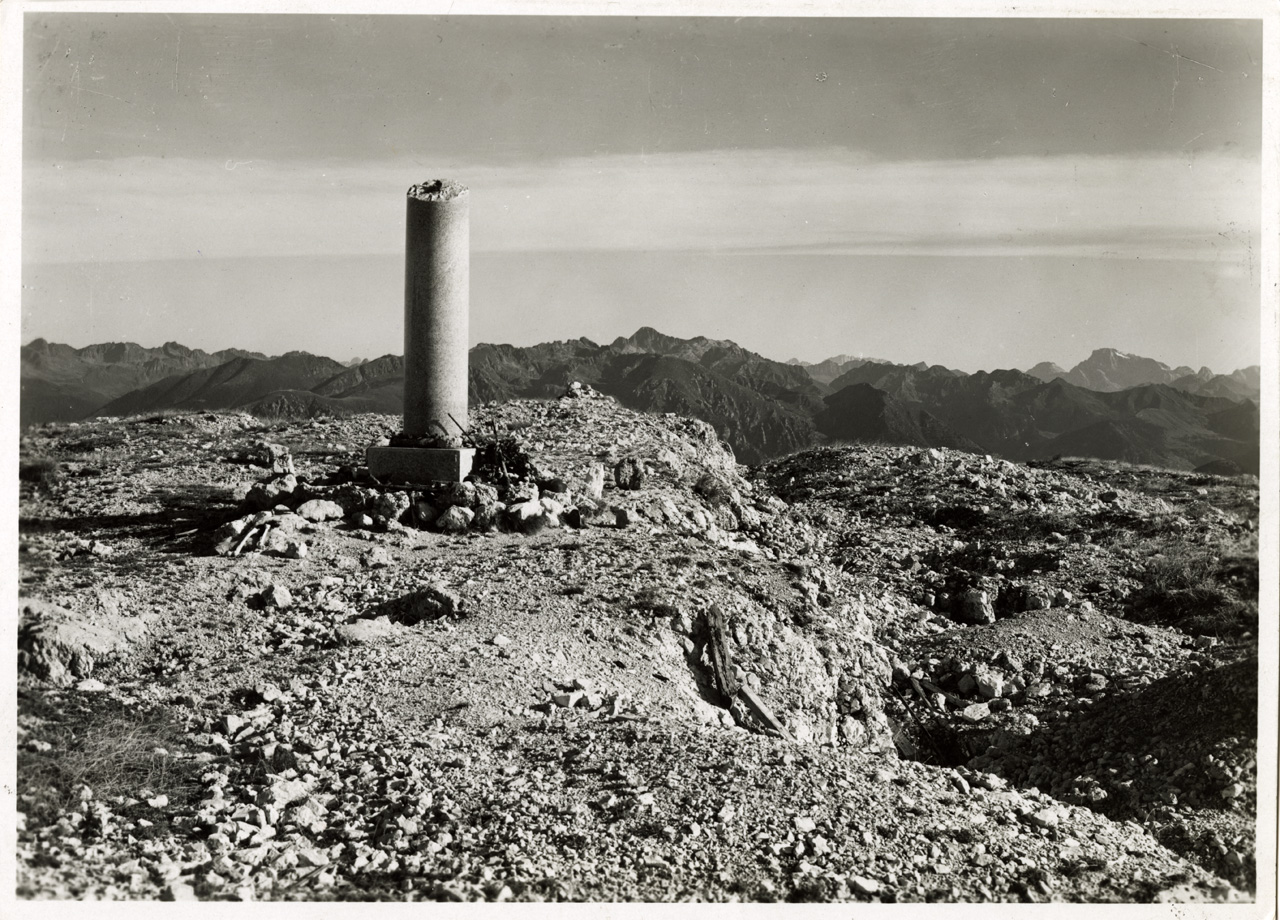
Cippo ai 20.000 caduti del Monte Ortigara.

L'Ortigara, già attaccata dai reparti italiani nel 1916 (operazione in codice "Azione K"), fu, l'anno seguente, teatro di una terribile battaglia, passata alla storia come battaglia dell'Ortigara. Tale battaglia si combatté fra il 10 e il 29 giugno 1917 nel tratto Monte Zebio - Ortigara e vide impiegati complessivamente 400.000 soldati per la conquista del settore. Numerosissimi furono i morti soprattutto sull'Ortigara; sul passo dell'Agnella, via obbligata per raggiungere la cima da parte delle truppe italiane, si trovava un tempo uno dei 41 Cimiteri di guerra dell'Altopiano dei Sette Comuni. Gli italiani schierarono 22 battaglioni alpini, 4 reggimenti di fanteria (12 battaglioni) e 1 reggimento bersaglieri (3 battaglioni) nel tentativo della conquista dell'Ortigara, occupata dalla prima linea austroungarica: gli imperiali, che schieravano sulI'Ortigara reparti d'élite come la 22. Schützen-Division, la 6. Infanterietruppendivision, la 18. Infanterietruppendivision e battaglioni d'assalto dell'11ª Armata riuscirono, con le operazioni in codice "Wildbach" ed "Anna", a bloccare ogni tentativo di penetrazione nemico, che costò ai reparti italiani enormi perdite. Anche gli austroungarici tuttavia subirono ingenti perdite, tanto da rischiare il tracollo e la perdita di tutto il settore.
Il Monte fu da allora chiamato "calvario degli Alpini" e, nel settembre 1920, vi si tenne la prima, spontanea Adunata nazionale degli alpini, che vide circa 2.000 persone confluire sulla cima per deporvi una colonna mozza a memoria dei caduti, recante la scritta Per non dimenticare.
In occasione della 79ª Adunata nazionale degli alpini, tenutasi ad Asiago il 13 maggio 2006, vi confluirono circa 1.000 persone. La seconda domenica di luglio di ogni anno si svolge inoltre, presso la chiesetta di Cima Lozze, nei pressi della Zona Monumentale dell'Ortigara, una cerimonia in ricordo dei Caduti che persero la vita nel tentativo di conquistare la montagna; la cerimonia prosegue fino alla cima del monte, nei pressi dei monumenti ai caduti italiani ed austro-ungarici.

## Asteroide "Ortigara"
Alla montagna è stato dedicato il nome dell'asteroide numero 8944, scoperto nel 1997 dagli astronomi Ulisse Munari e Maura Tombelli dell'Osservatorio astrofisico di Asiago nella Stazione osservativa di Asiago Cima Ekar, con la seguente motivazione:

## Galleria d'immagini

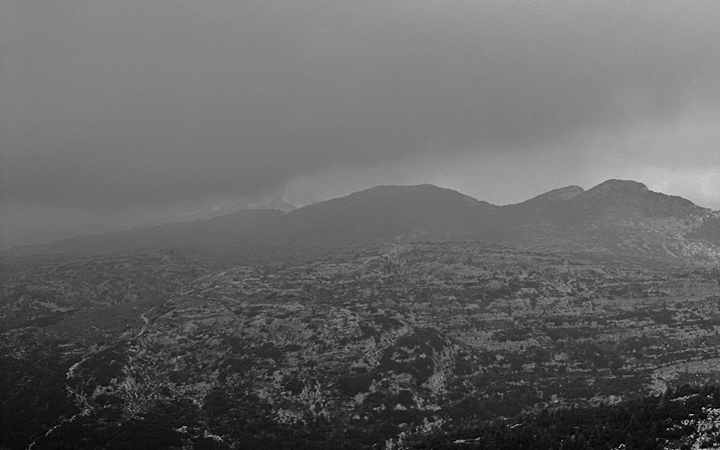
La nuda calotta dell'Ortigara fotografata dal Caldiera in una giornata di metà agosto. Sullo sfondo Cima XII.
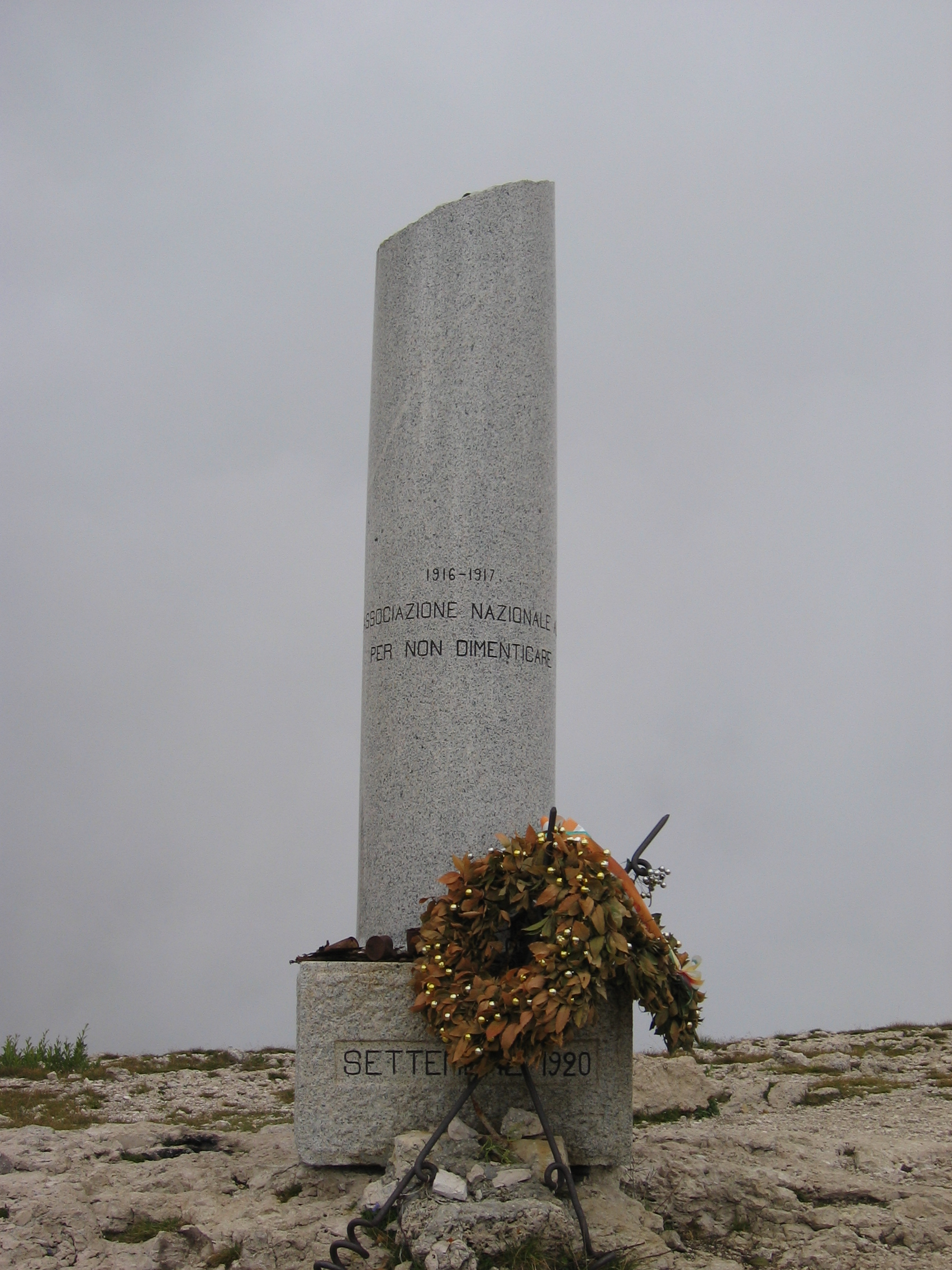
La Colonna mozza sulla cima dell'Ortigara
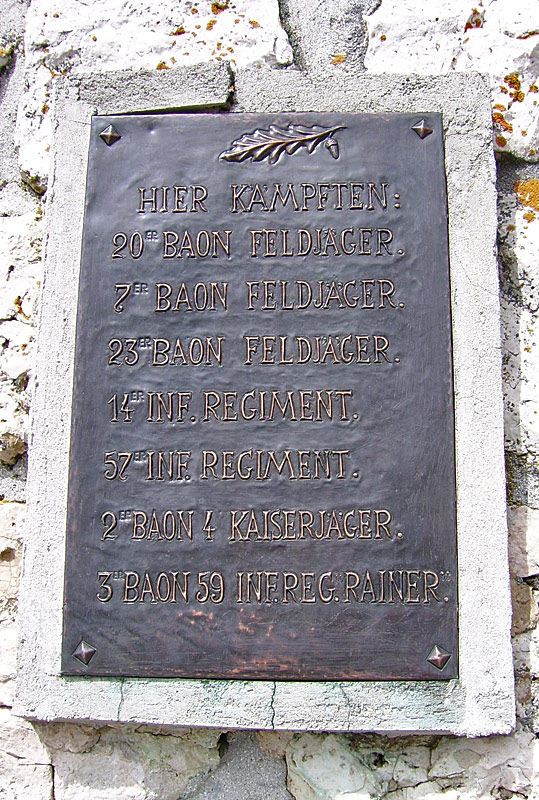
Cippo austriaco sulla cima dell'Ortigara
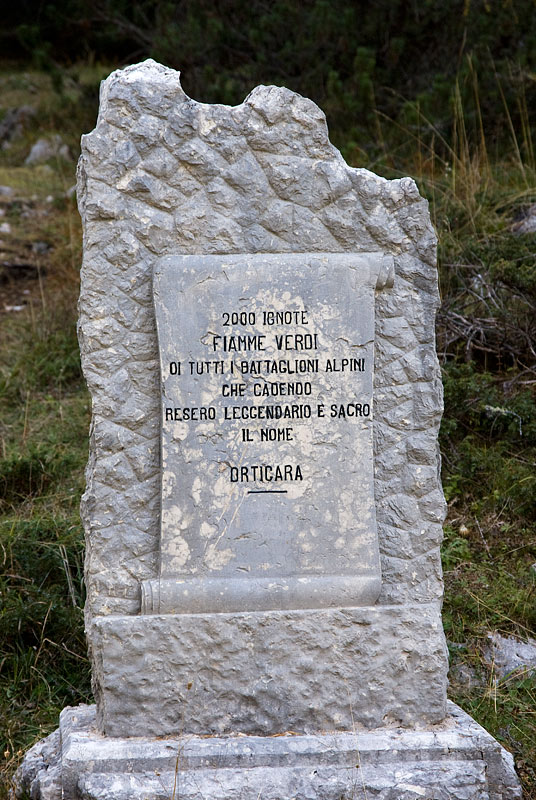
Cippo nei pressi del Piazzale Lozze
Tombe nei pressi dell'Ortigara in una foto d'epoca
Panoramica delle trincee austriache verso M. Campigoletti in una foto scattata a pochi anni dalla fine delle ostilità
Soldati italiani in preghiera sulla cima dell'Ortigara